# آی تیمور
آقا محمد تیمور (محمد آیتیمور)؛ از حاکمان سربداران بود که بعد از وجیه‌الدین مسعود به حکومت رسید.

وی رفیق جنگی مسعود بود که پس از کشته شدن وجیه‌الدین مسعود در جنگ، جانشین فرزند وی، میرزا لطف‌الله باشتینی شد و سرانجام به دست فرستادگان خواجه شمس‌الدین علی، کشته شد.
وی فردی شجاع و سخاوتمند، بنده امیرمسعود و نایب او در سبزوار بود و پیوسته از فقر و درویشی سخن می‌گفت. آی تیمور، خود را مدیون امیر مسعود می‌دانست و به پیران شیخ حسن جوری بی اعتنایی می‌کرد. از این رو، مریدان شیخ حسن به مقابله با او پرداختند و می‌گفتند که: شیخیان نزد آی تیمور منزلتی ندارند. از این رو خواجه شمس الدین علی را به رهبری برگزیدند تا از حقوق آنان دفاع کند. تلاش خواجه با حمایت درویشان، سبب شد که آی تیمور، بیش از دو سال بر مسند قدرت باقی نماند. خواجه، آی تیمور را سرزنش می‌کرد: «که چرا اراذل و اوباش را بر دراویش مقدم می‌داری، در حالی که اخلاق نیکو را از آنان آموخته‌ای.» سرزنش خواجه موجب شد که عده ای بر سر آی تیمور بریزند و او را به قتل برسانند. درویشان به خواجه پیشنهاد حکومت دادند؛ ولی او نپذیرفت و یکی از افراد مورد اعتماد امیرمسعود را به آنان معرفی کرد.
| جانشین: کلو اسفندیار | حاکم سربداران ۱۳۴۴ تا ۱۳۴۶ میلادی | حاکم پیشین: وجیه‌الدین مسعود |